# Porzellangasse
Die Porzellangasse in Wien verbindet im 9. Bezirk Alsergrund das Stadtzentrum im Bereich der Alten Börse mit der Alserbachstraße beim Julius-Tandler-Platz.

## Geschichte

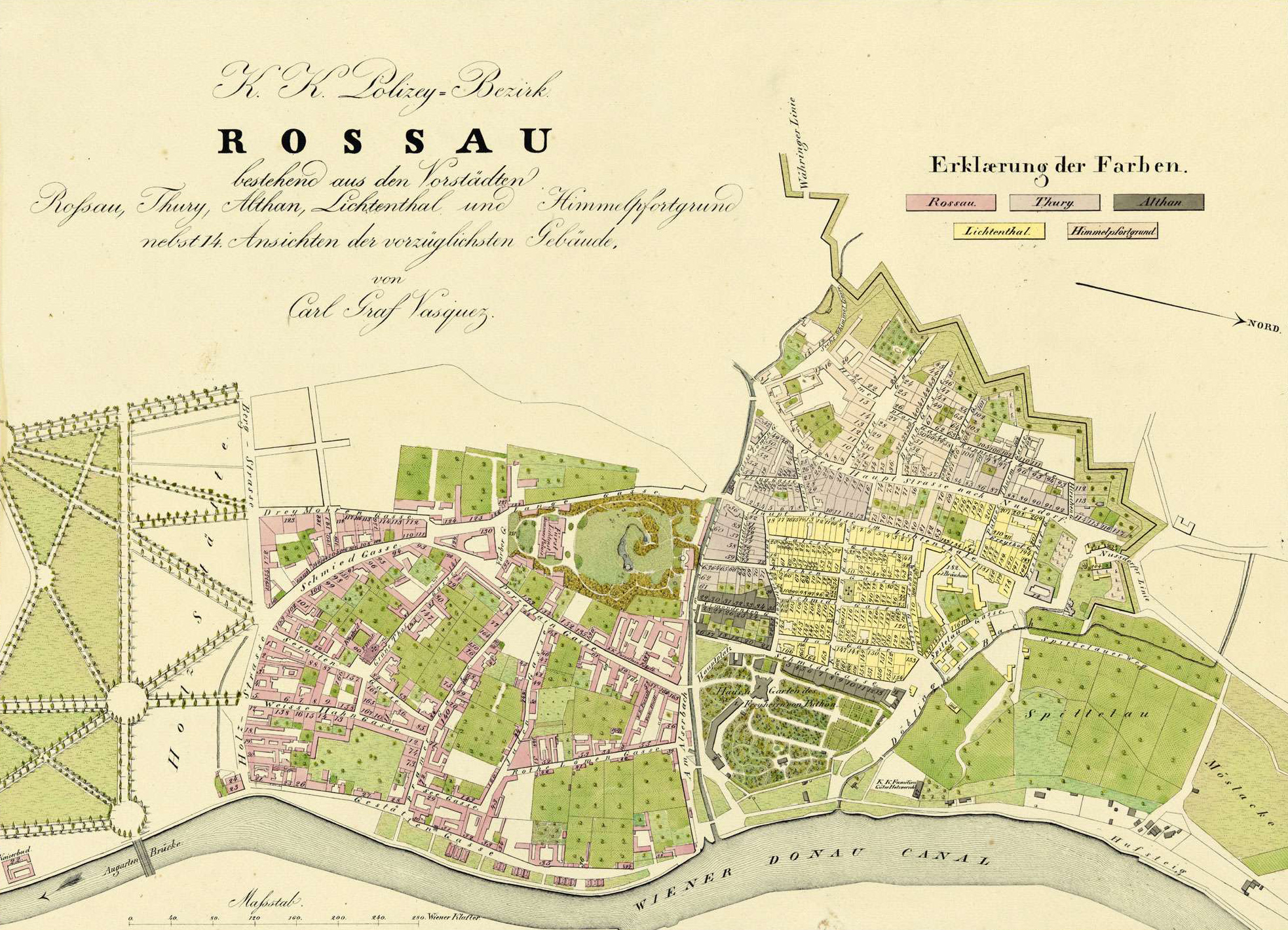
K.k. Polizey-Bezirk Rossau, mit Schmiedgasse und Porzellaingasse (1830, Graf Vasquez)

Die Porzellangasse folgt dem Verlauf eines verlandeten Donauarmes bis zum Alserbach. Der Name kommt von der 1718 gegründeten Wiener Porzellanmanufaktur, die sich schließlich von der heutigen Porzellangasse 51 bis zum heutigen Julius-Tandler-Platz erstreckte. So hieß der Bereich vom heutigen Bauernfeldplatz bis zum Alserbach 1778 Porcellain-Fabriquengasse, 1779 Porcellain Gassen und 1810 Porzellaingasse. 1825 wurde der Name in Porzellangasse geändert. Der Abschnitt vom Glacis bis zum Bauernfeldplatz hieß bis 1862 Schmiedgasse.
Die Porzellangasse war der wichtigste Straßenzug der Vorstadt Roßau.

## Beschreibung
Die Porzellangasse beginnt (im Sinne der Nummerierung der Gebäude) an einer sternförmigen Kreuzung mit Berggasse, Servitengasse und Schlickgasse (Jörg-Mauthe-Platz). Zu Beginn verläuft sie in etwa nordwestlicher Richtung und beschreibt sodann einen weiten Rechtsbogen, an dessen westlichem Scheitel sie sich im Bereich des Bauernfeldplatzes bis auf nur eine Gebäudebreite (Bauernfeldplatz 2 bzw. 4) der Liechtensteinstraße annähert. Der Rechtszug setzt sich noch kurz fort, sodass sie weiter zunächst in nordnordöstlicher, nach einem leichten Knick nach links bei der Seegasse in annähernd nördlicher Richtung im Wesentlichen gerade bis zum Julius-Tandler-Platz führt.
Die Verbauung besteht überwiegend aus Wohnhäusern der Gründerzeit im Stil des Historismus und des Secessionsstils.
Als lokale Verbindung durch den südöstlichen Teil des 9. Bezirks ist die Porzellangasse als Hauptstraße A eingestuft. Sie steht in beiden Richtungen dem Individualverkehr offen. 
Ab Juni 1882 verkehrte durch die Straße die Pferdetramway, die ab Oktober 1900 auf elektrischen Betrieb umgestellt wurde. Seit 1907 bis heute ist dies vor allem die Linie D (früher zeitweise auch Linien 35 und 36). Am Bauernfeldplatz ist ein Umsteigen zur Autobuslinie 40A in der Liechtensteinstraße möglich, am nördlichen Ende der Porzellangasse (Julius-Tandler-Platz) zu den durch die Alserbachstraße verkehrenden Straßenbahnlinien 5 und 33; außerdem beginnt hier die Franz-Josefs-Bahn mit der S-Bahn-Linie S40.

## Adressen
- Nr. 2: ehemalige Direktion der Lohner-Werke, erbaut 1876, Architekt: Carl Schlimp
- Nr. 4–6: ehemalige k.k. Hof-Wagenfabrik Sebastian Armbruster, erbaut 1897 von Ludwig Baumann
- Nr. 5: spätbiedermeierliches Wohnhaus, Apotheke zum Biber
- Nr. 7: spätgründerzeitlicher Straßenhof (1905/06), Dekor teils barockisierend, teils secessionistisch; Geburtshaus von Friedrich Torberg und seiner Schwester Ilse Daus
- Nr. 8: Theater Bronski & Grünberg (Eingang: Müllnergasse 2)
- Nr. 9: Zinshaus mit secessionistischer Gliederung, Architekt Hugo Manhardt, 1911; Gedenktafel für Mihai Eminescu
- Nr. 15–19: spätgründerzeitlicher Straßenhof (1912); im Theatersaal (Nr. 19): Schauspielhaus Wien; Gedenktafeln für George Tabori und Hans Gratzer
- Nr. 18: Post-Geschäftsstelle
- Nr. 21 und 23: Reste der spätbiedermeierlichen Verbauung
- Nr. 22–22a: spätgründerzeitliche Straßenhofanlage der Architekten Ferdinand von Fellner-Feldegg und Adolf Jäger
- Nr. 31: markantes, an drei Fronten (Liechtensteinstraße, Bauernfeldplatz, Porzellangasse) freistehendes Zinshaus mit angebauter Café-Terrasse
- Nr. 33a: Gedenktafel für den Schauspieler Werner Krauß
- Nr. 36: denkmalgeschütztes Wohnhaus von 1907/08 nach Plänen von Alexander Neumann
- Nr. 37: Gedenktafel für Leo Perutz
- Nr. 39–43: große spätgründerzeitliche Straßenhofanlage von Hugo Manhardt, erbaut 1912/13. In Nr. 39 befand sich das Café Koralle.
- Nr. 44–46: späthistoristisches Zinshaus von Cajetan Miserowsky und Oswald Luckeneder (1891/92); zusammen mit dem baugleichen Nachbarhaus Nr. 48 von Heimito von Doderer in der Strudelhofstiege als „Miserowsky'sche Zwillinge“ verewigt
- Nr. 51: ehemalige Generaldirektion der Austria Tabakwerke in neobarocken Formen, erbaut 1903–1905 durch das Departement für Hochbau im K. u. k. Ministerium des Inneren

## Bilder

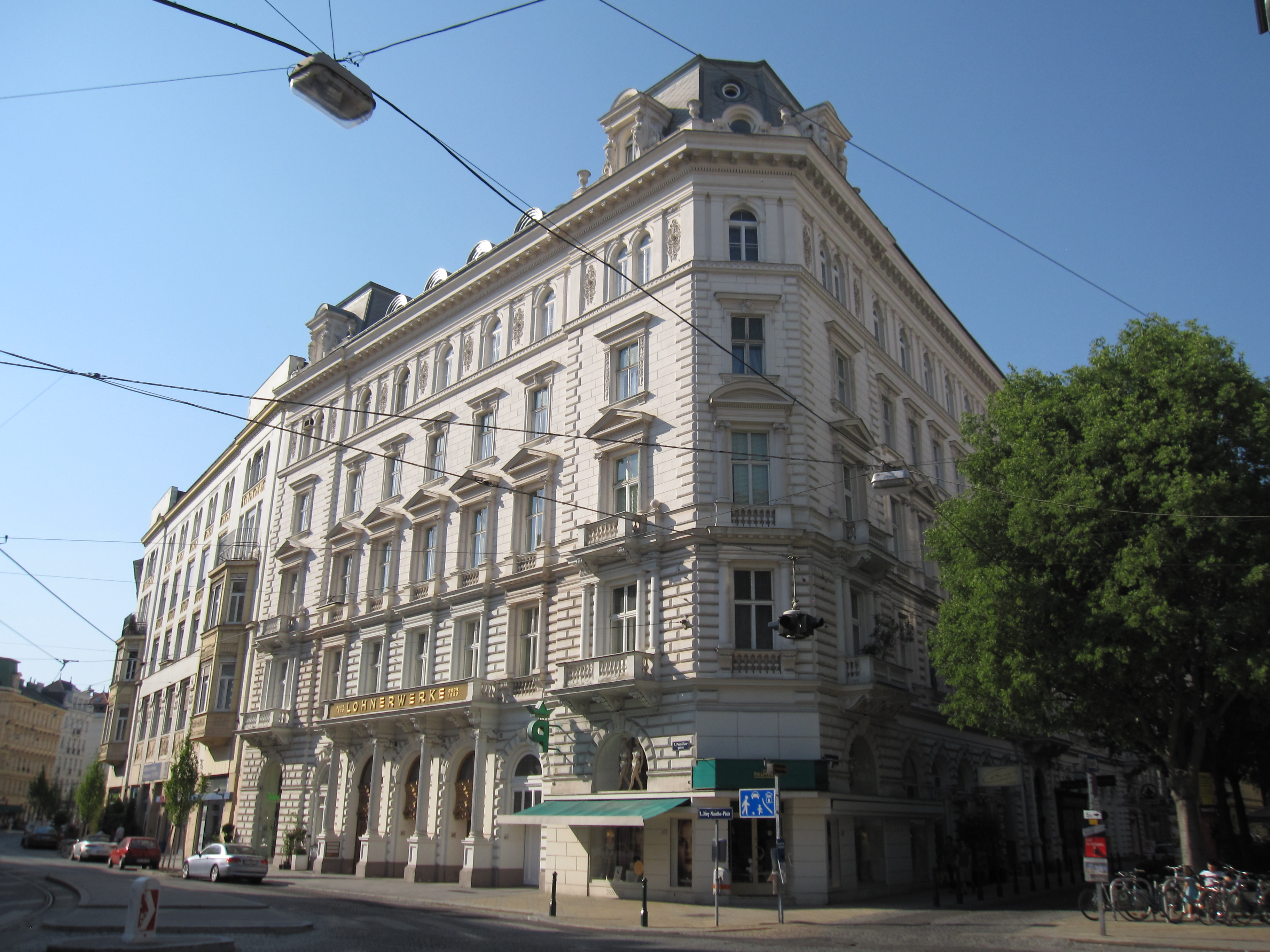
Nr. 2: ehemalige Direktion der Lohner-Werke am Beginn der Porzellangasse
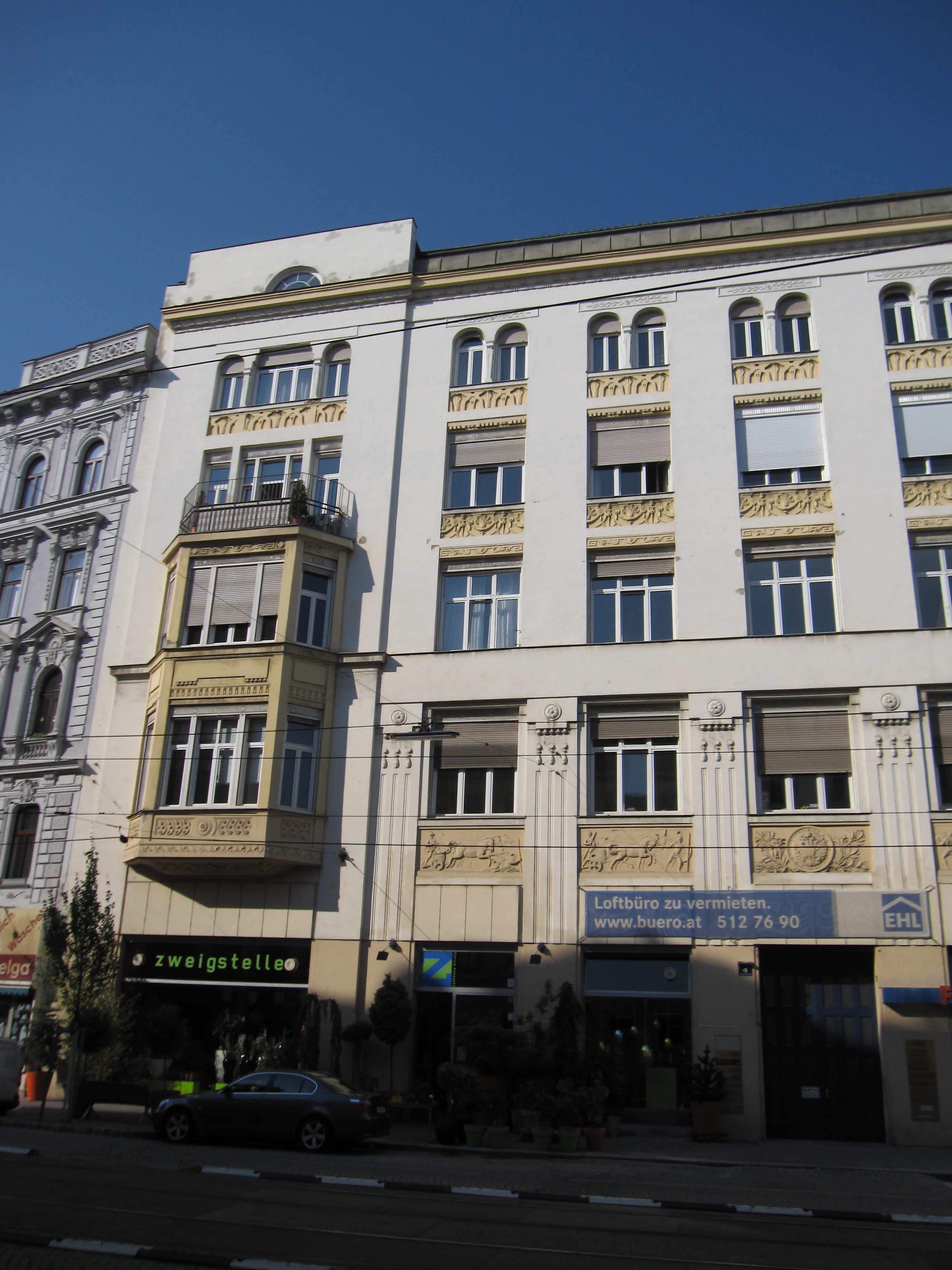
Nr. 4–6: ehemalige Wagenfabrik Armbruster
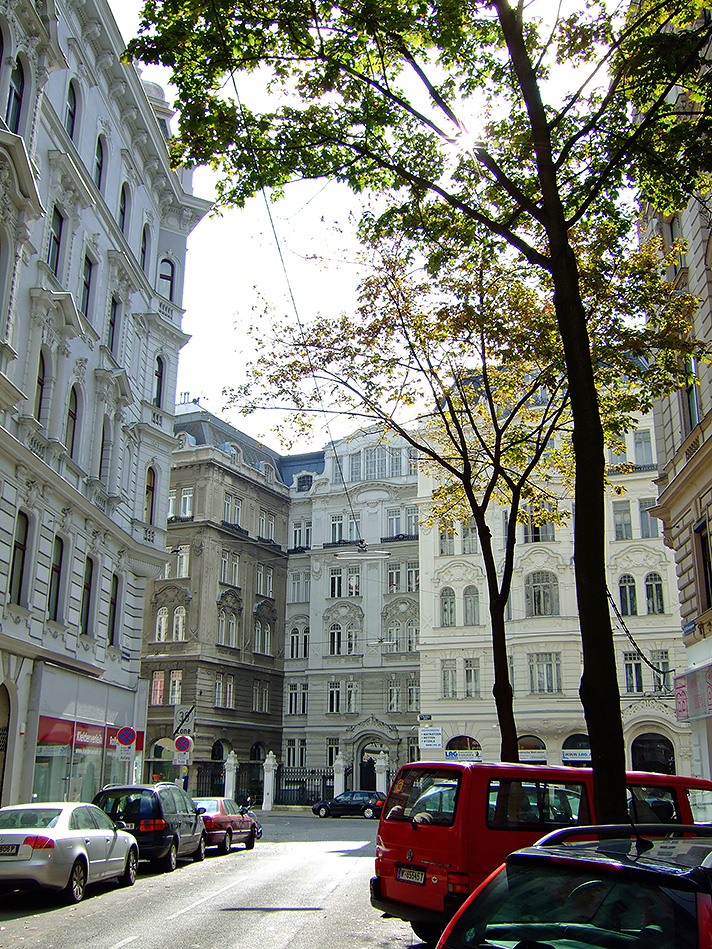
Nr. 7
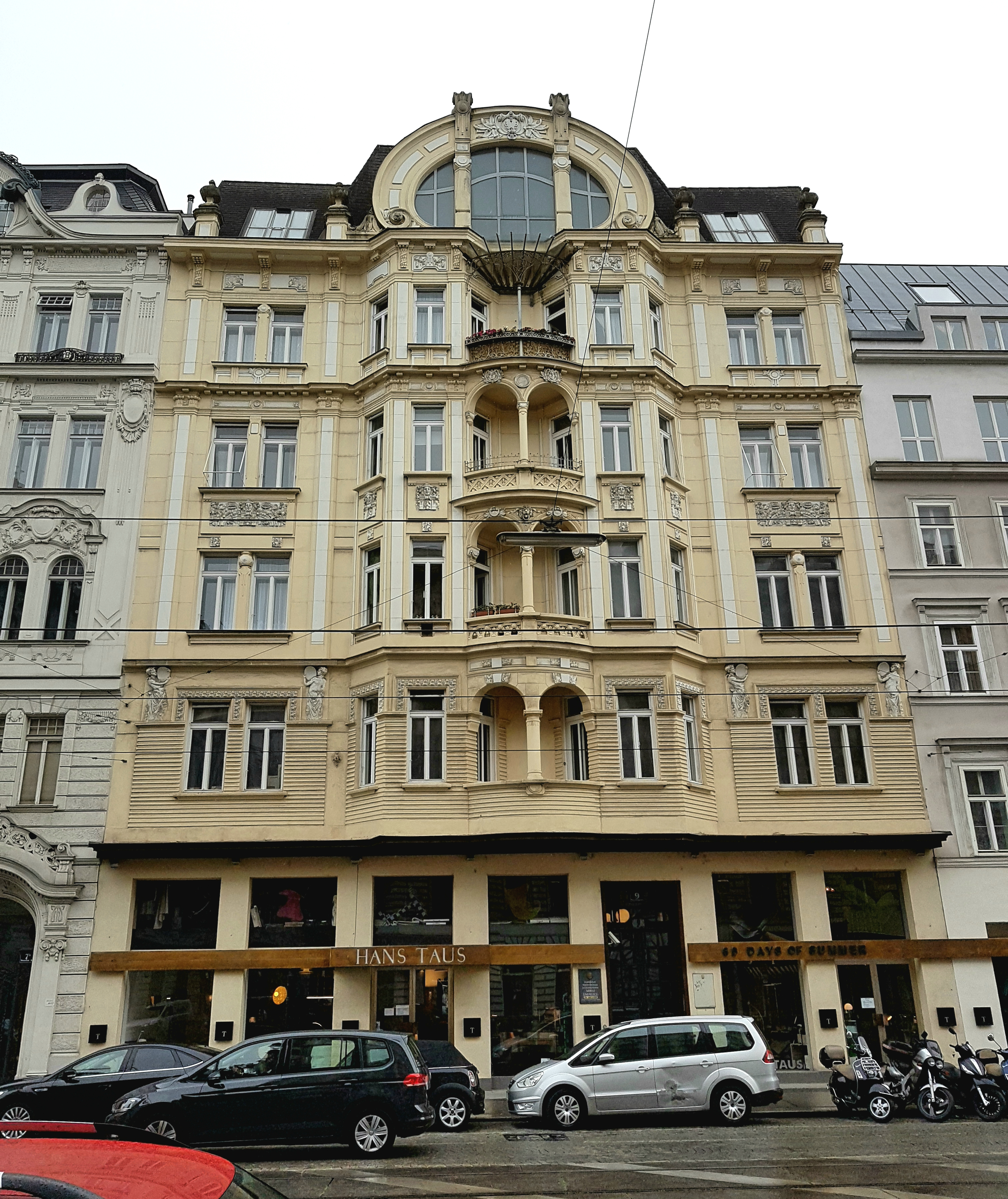
Nr. 9
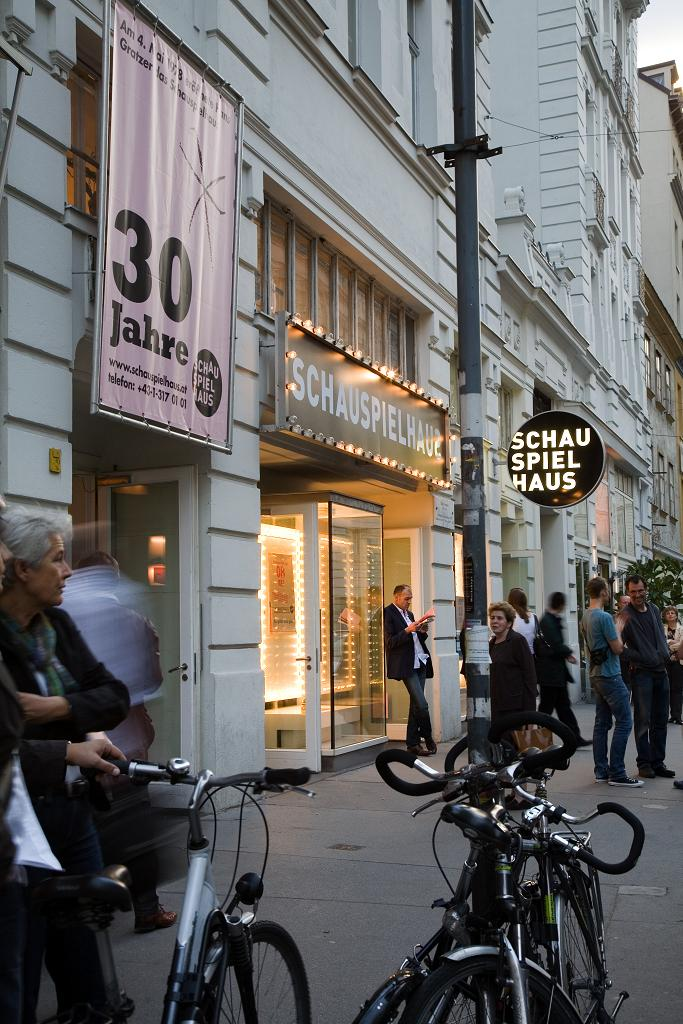
Nr. 19: Schauspielhaus Wien
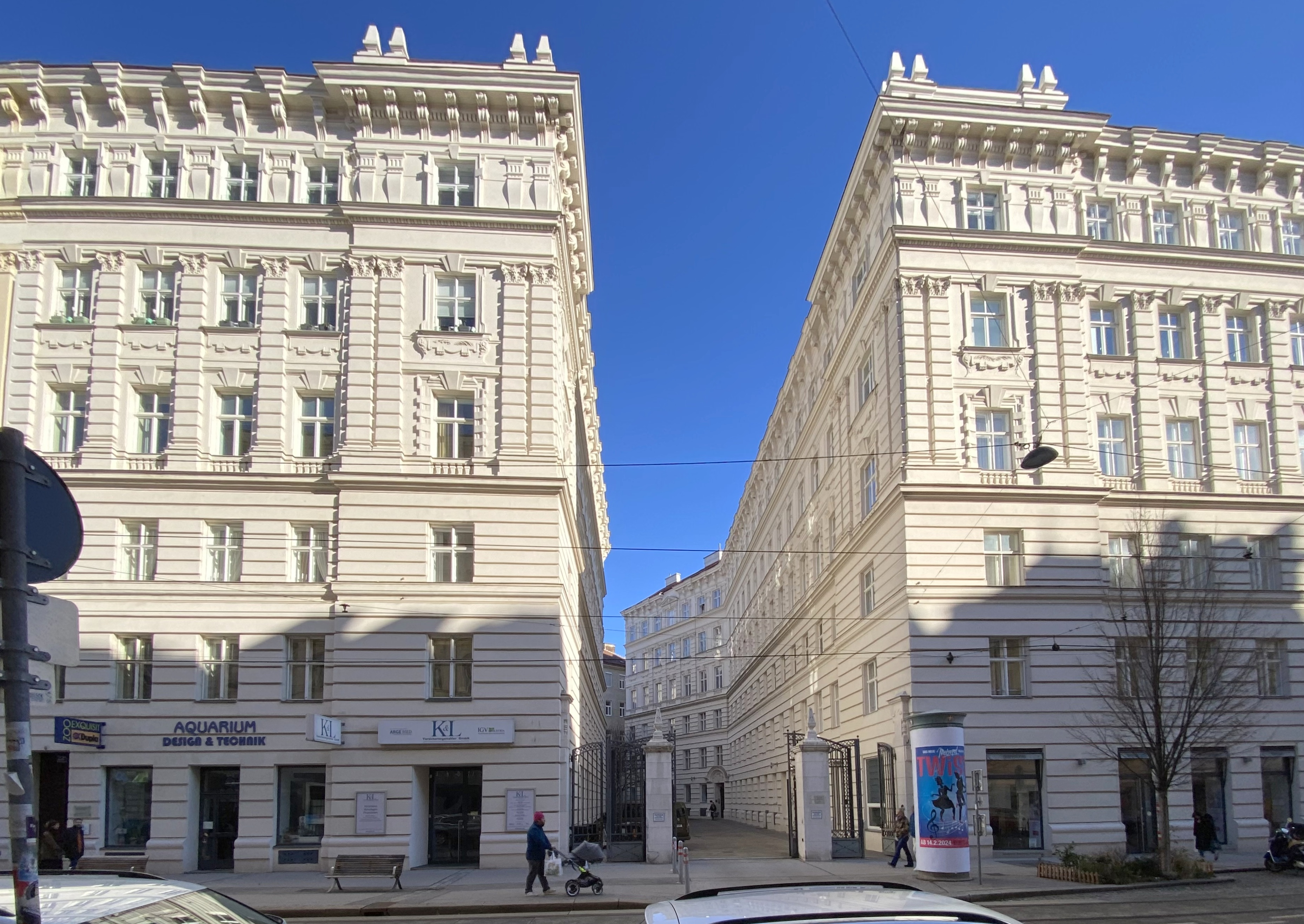
Nr. 22, 22A
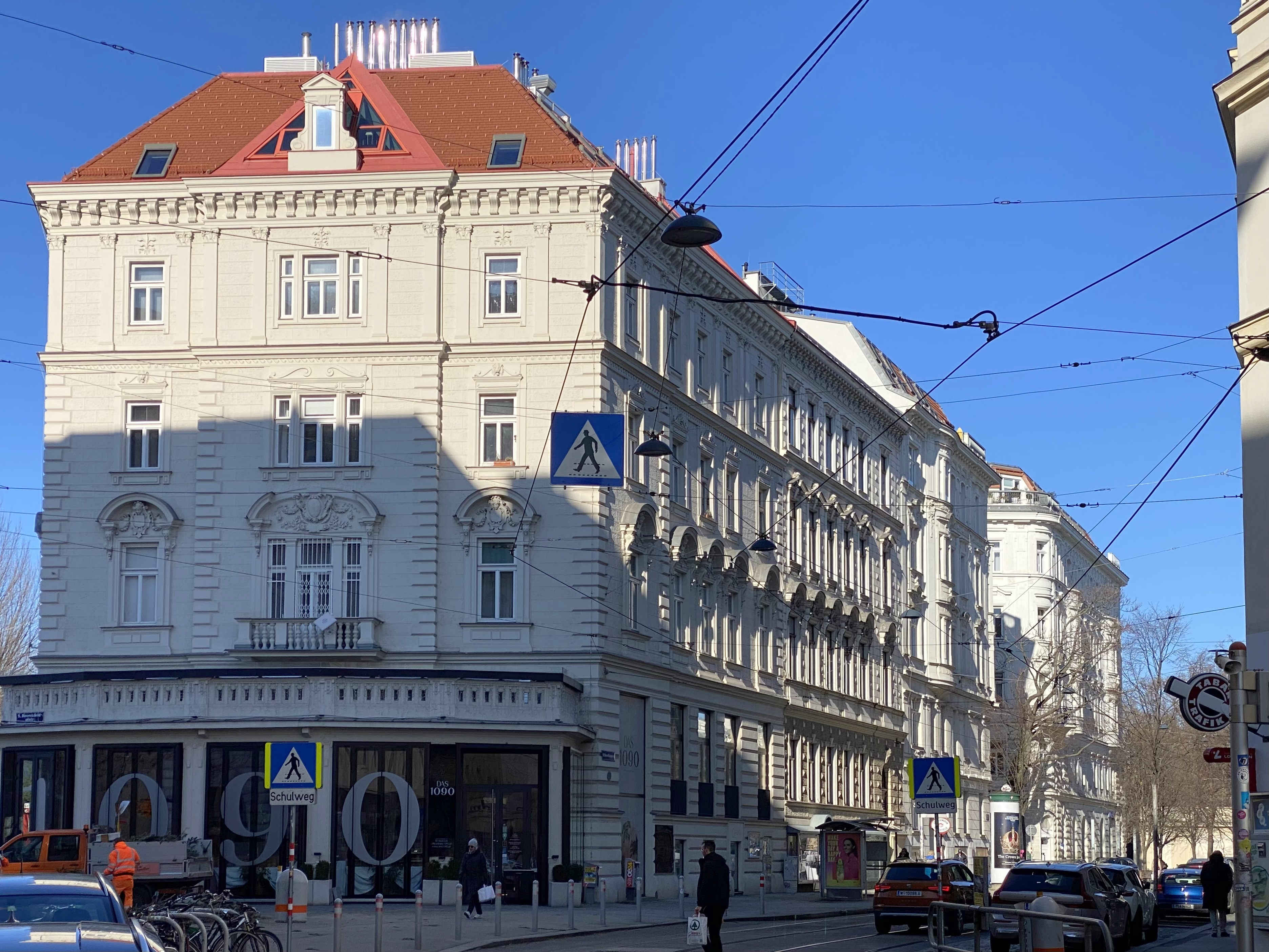
Nr. 31
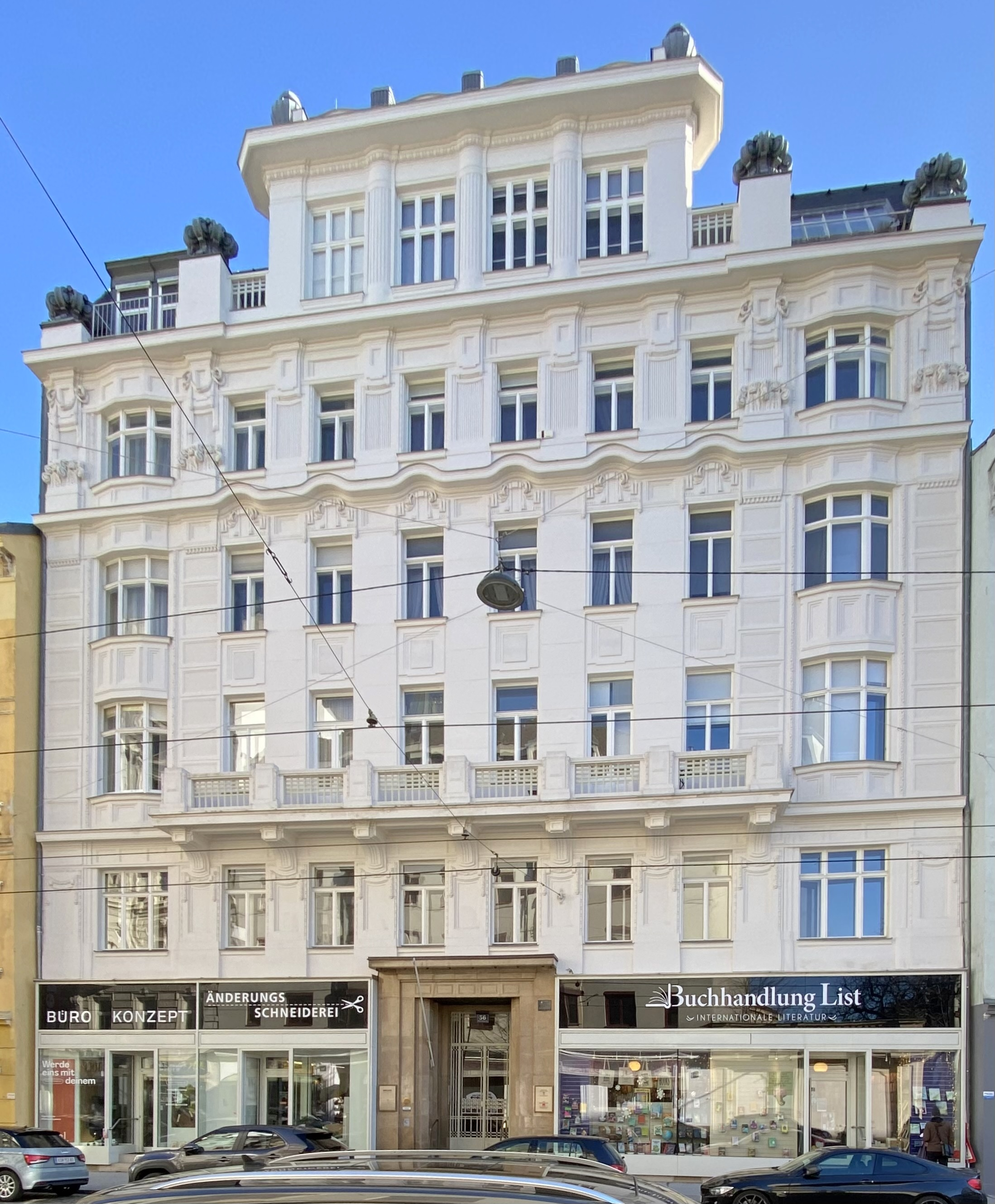
Nr. 36
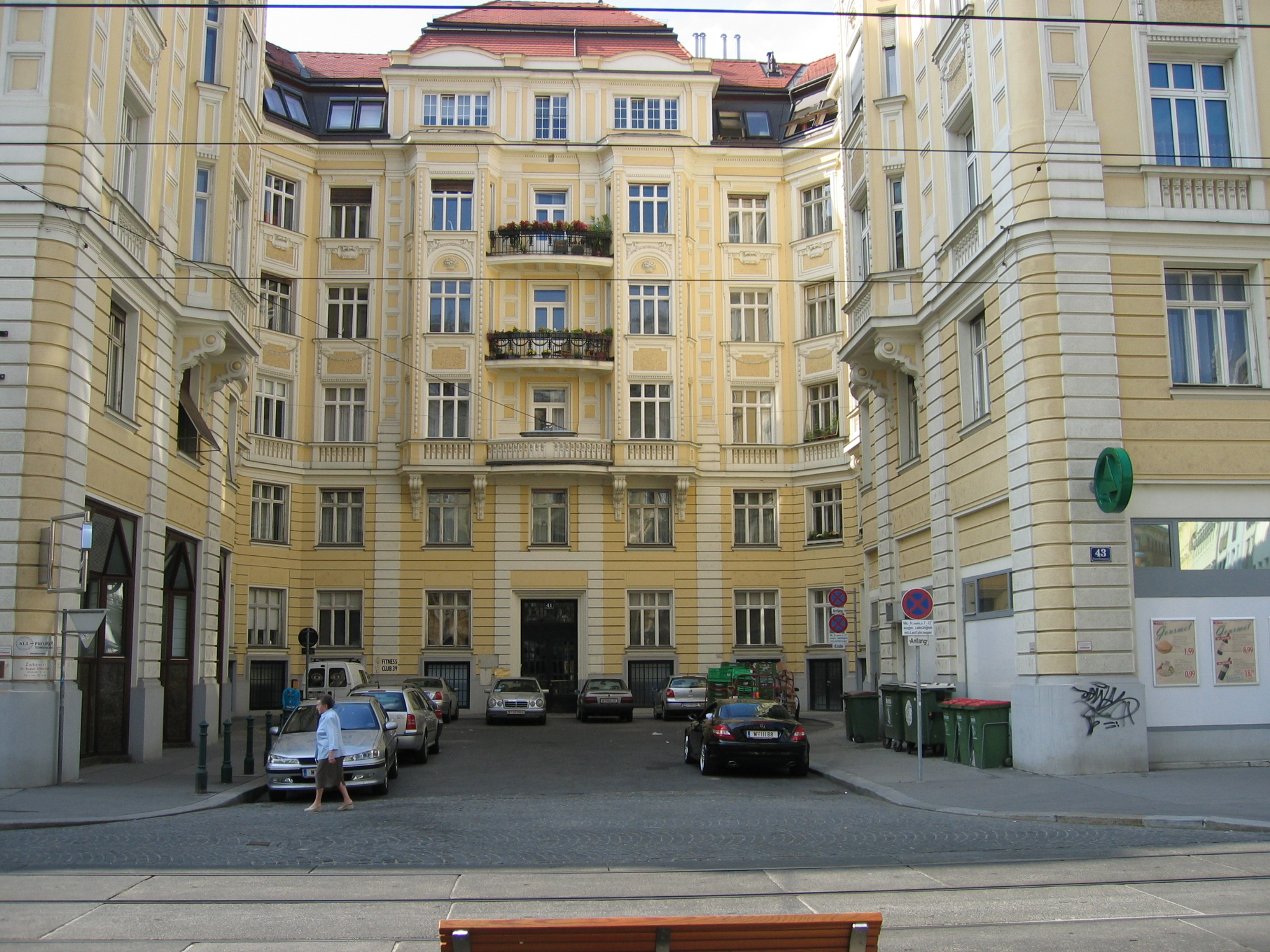
Nr. 39–43
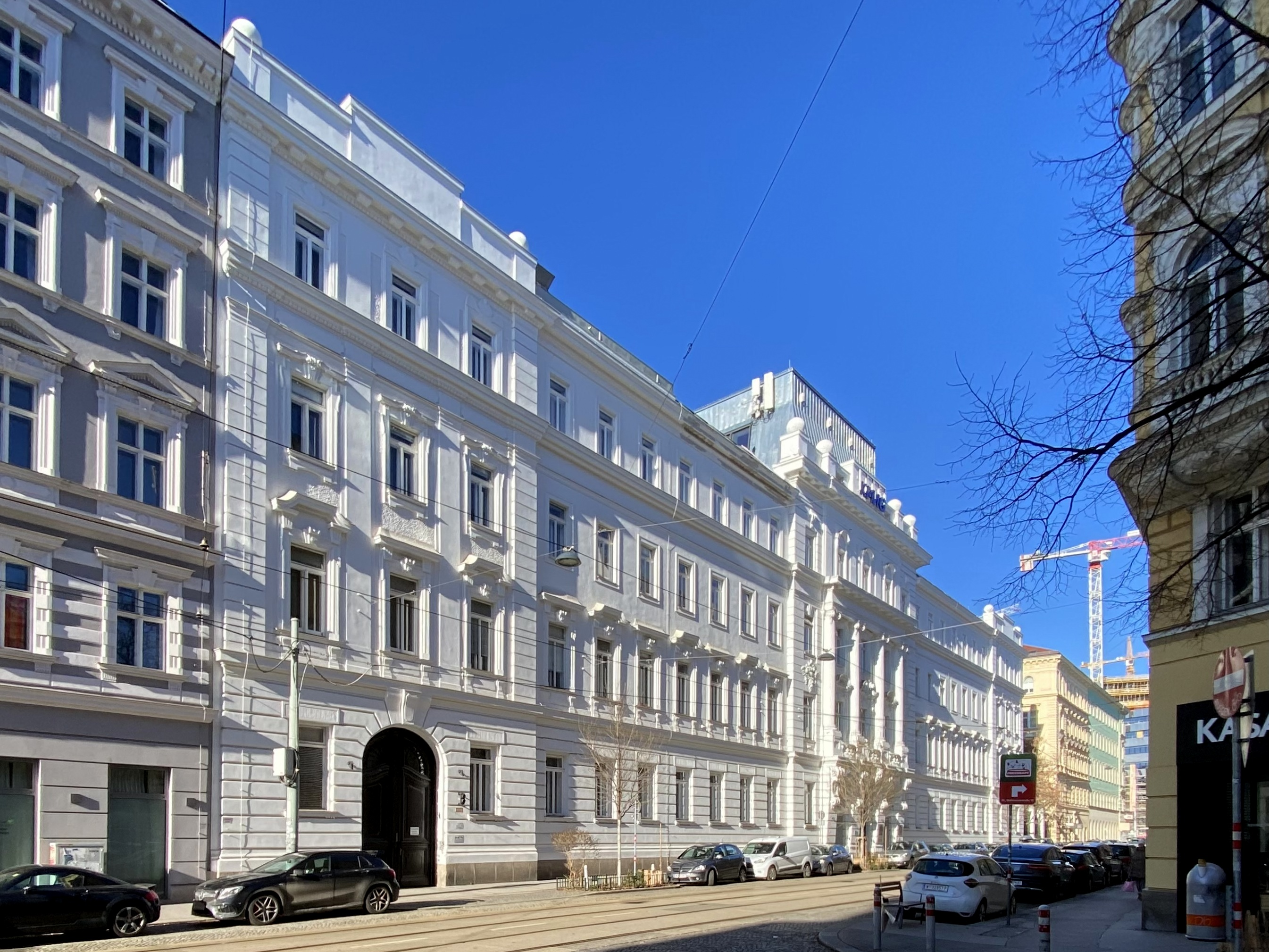
Nr. 51: ehemalige Generaldirektion der Austria Tabakwerke
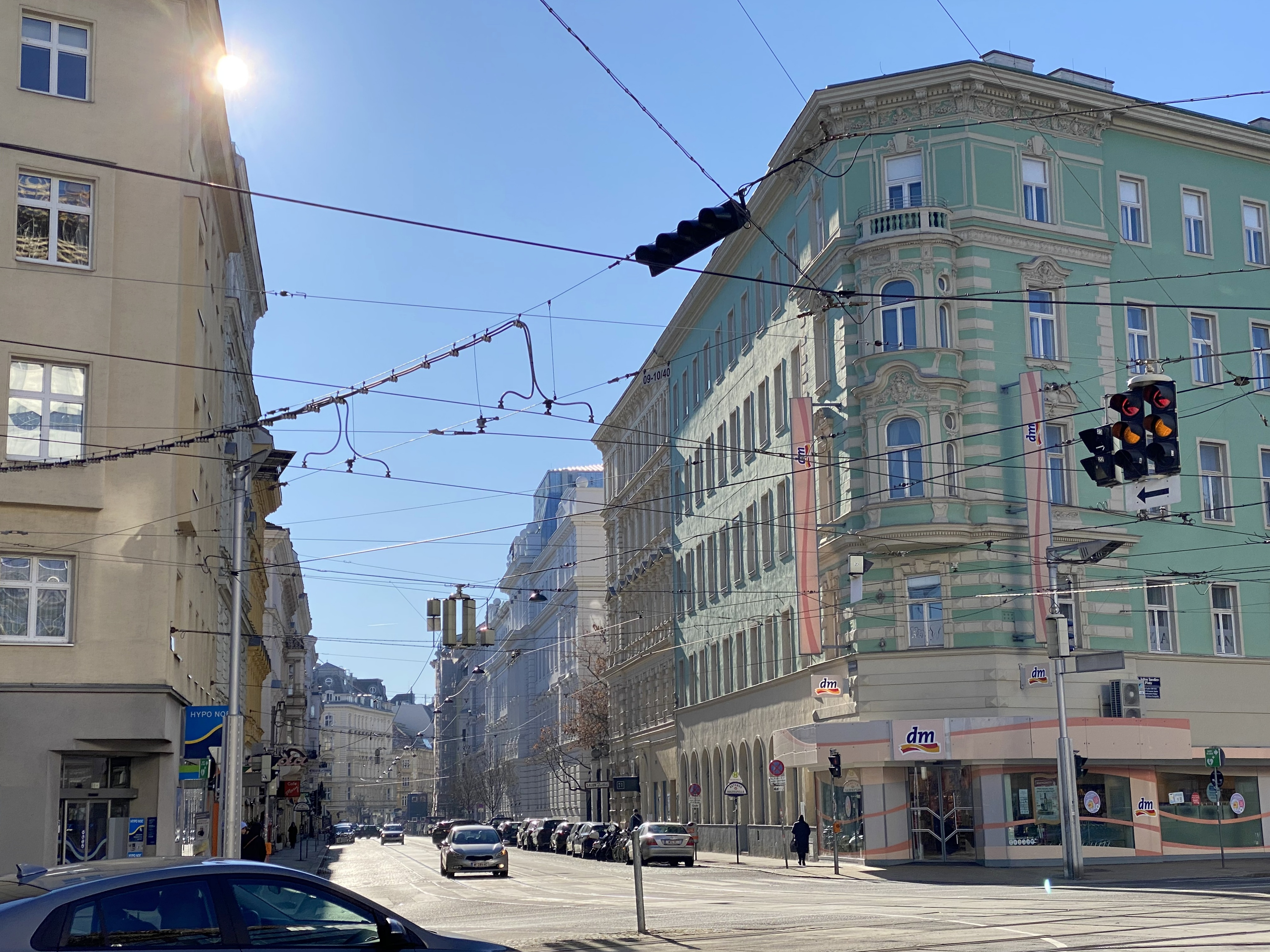
Einmündung in den Julius-Tandler-Platz
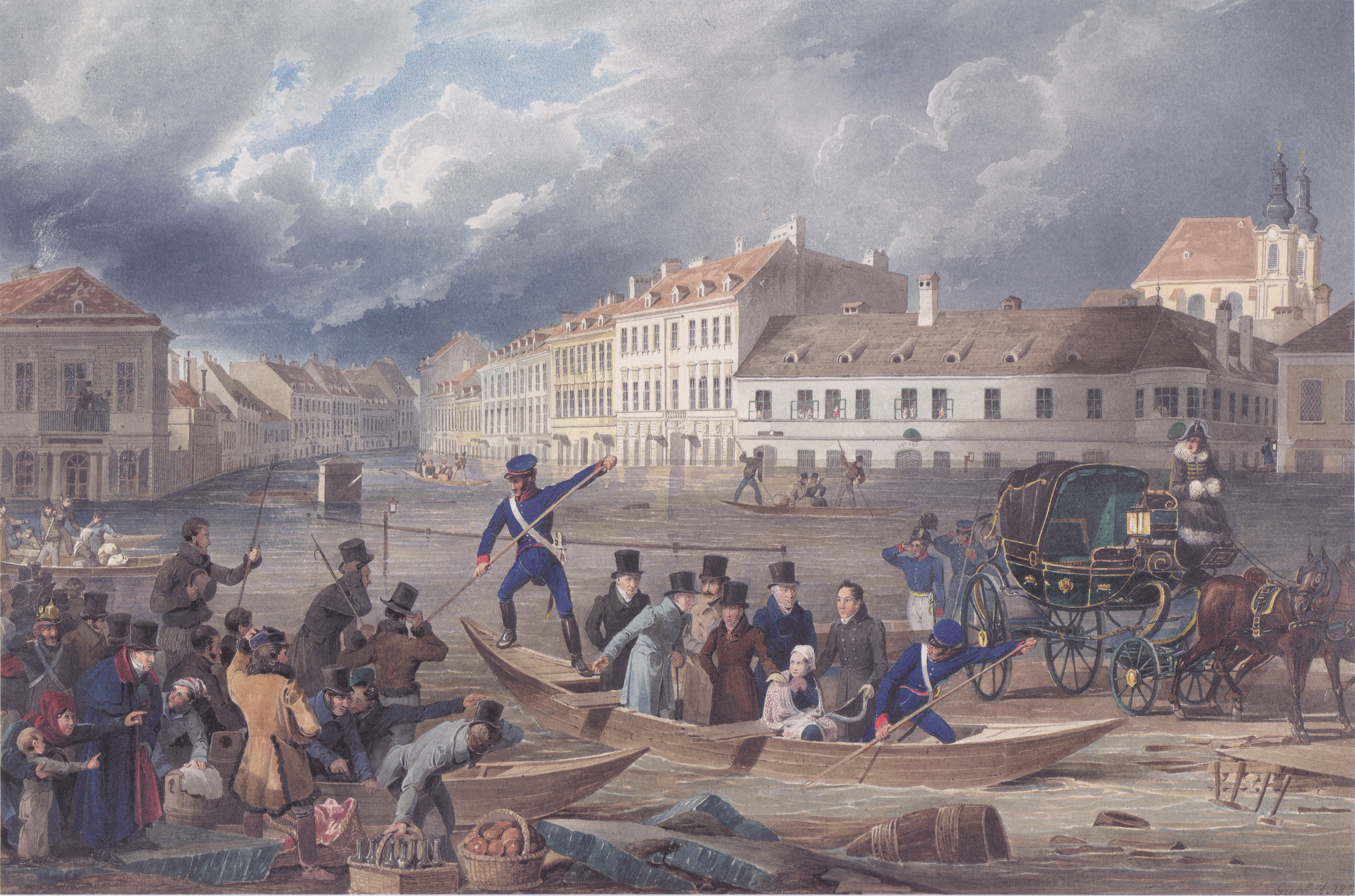
Hochwasser infolge Eisstoßes am 2. März 1830, von der Berggasse stadtauswärts
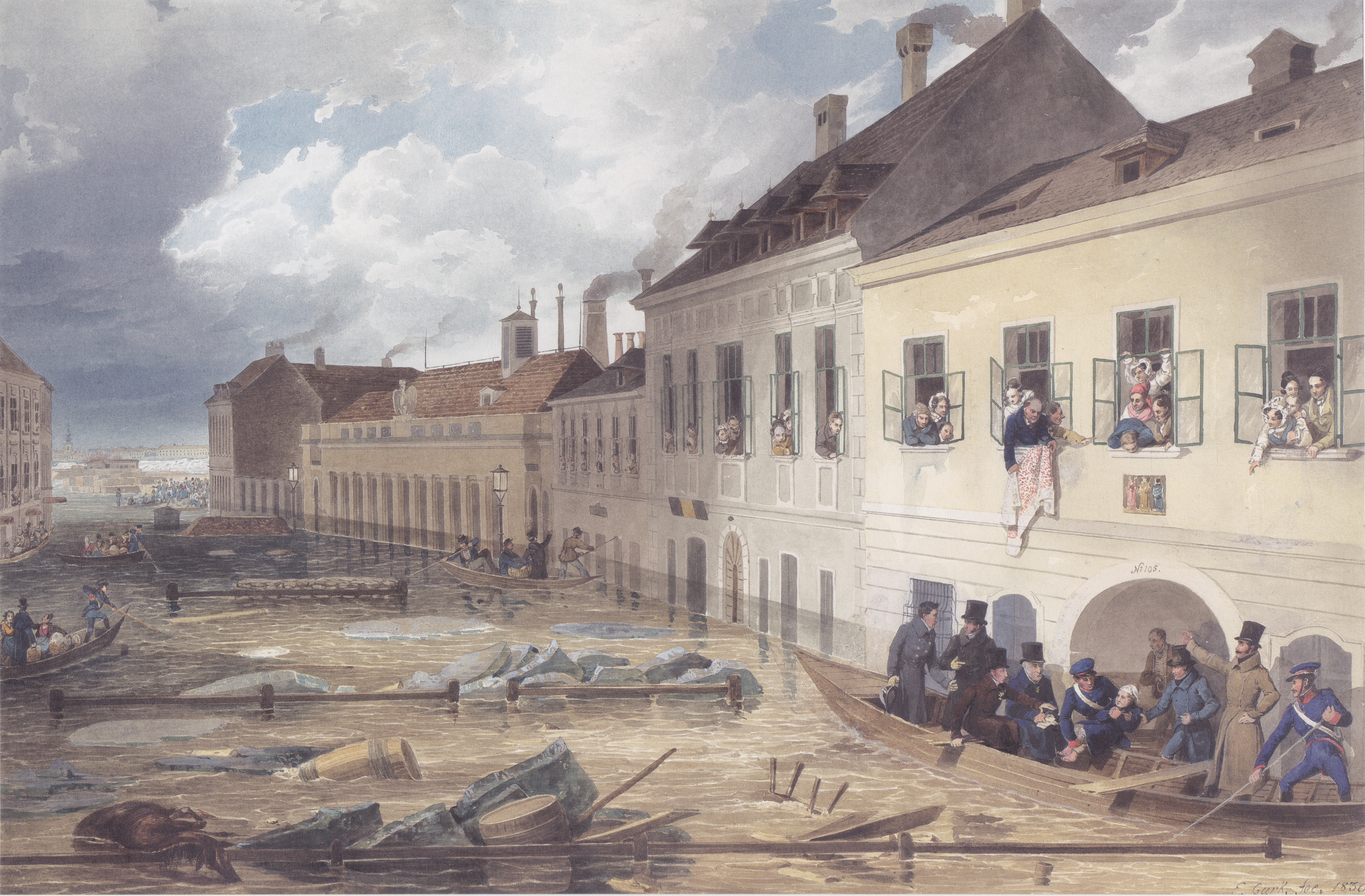
Hochwasser infolge Eisstoßes am 2. März 1830, stadteinwärts